# Estadio Iberoamericano Bahía Sur
El estadio Iberoamericano 2010, conocido también como estadio Bahía Sur, es un estadio deportivo al aire libre situado en el municipio de San Fernando, (Cádiz, España), en el Centro Comercial Bahía Sur. Este estadio fue inaugurado en 1992 y en él disputa sus partidos como local el San Fernando Club Deportivo, principal equipo de la ciudad. Este recinto puede albergar a 6.471 espectadores.

## Campeonatos Iberoamericanos de Atletismo
En el año 2010 se celebró en este estadio los XIV Campeonatos Iberoamericanos de Atletismo de 2010, competición para la que se remodeló el estadio y su nombre cambió a estadio Iberoamericano 2010. Entre otras cosas se colocó una visera a la tribuna y asientos en fondos y preferencia, ya que antes eran gradas de cemento, nuevas torres de iluminación y nuevo sistema de megafonía. De igual forma se realizaron mejoras en los bajos de la tribuna donde residen los vestuarios, sala de prensa y la construcción de una cafetería. Igualmente arriba de la tribuna se colocaron nuevas cabinas de retransmisión.

## Otros eventos
En este estadio se han jugado dos partidos amistosos de la Selección Española Sub-21, en 1993 y 1995, contra Dinamarca y Alemania respectivamente. Igualmente es un lugar habitual para la celebración de conciertos. En el año 2004 se disputó el Trofeo Carranza en este recinto, en su L Aniversario por problemas en el césped del Estadio Ramón de Carranza.

## Eventos musicales
En este recinto han actuado artistas de la talla de Sting o Julio Iglesias.

## Mayor goleada registrada
La mayor goleada registrada en este estadio fue conseguida por su equipo local, el San Fernando Club Deportivo, el 24 de agosto de 2016 en la Copa Real Federación Española de Fútbol con un 9-0 ante el Club Deportivo Alcalá.